# Lazăr (nume)

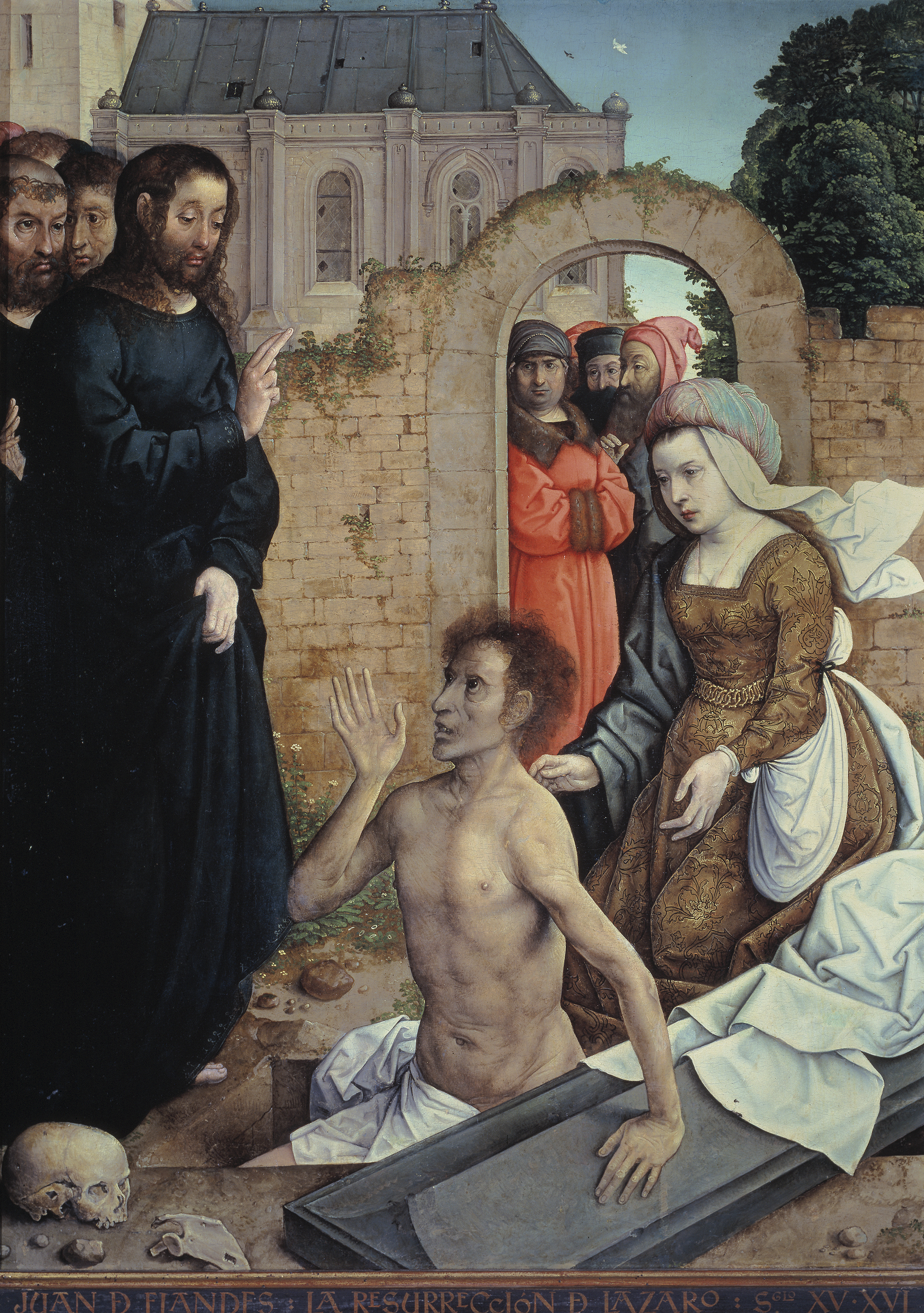
Învierea lui Lazăr, pictura lui Juan de Flandes

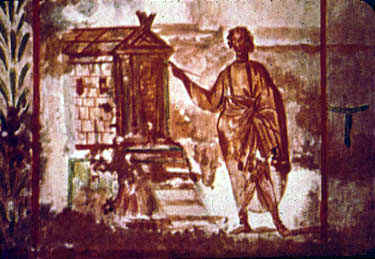
Catacomba lui Lazăr

Lazăr (ebraică: אֶלְעָזָר, Elʿāzār „Dumnezeu ajută“) este numele a două figuri biblice. Lazăr din Betania, care a fost înviat din morți, aceasta fiind considerată ca una din minunile lui Iisus descrise în Evanghelia după Ioan. A doua figură biblică este Lazăr cel sărac, din Evanghelia după Luca.
Efectul Lazăr este numele dat unor vindecări miraculoase, care nu pot fi explicate de medicină.